# بوفالو وایلد وینگز
بوفالو وایلد وینگز (انگلیسی: Buffalo Wild Wings) شرکت رستوران‌های زنجیره‌ای آمریکایی است، که در سال ۱۹۸۲ توسط جیم دیسبرو تأسیس شد.